# Paralacydes arborifera
Paralacydes arborifera is een vlinder uit de familie spinneruilen (Erebidae), onderfamilie beervlinders (Arctiinae). De wetenschappelijke naam van de soort is voor het eerst geldig gepubliceerd in 1875 door Butler.
Deze nachtvlinder komt voor in tropisch Afrika.